# Scheloribates uluguruensis
Scheloribates uluguruensis är en kvalsterart som beskrevs av Sandór Mahunka 1983. Scheloribates uluguruensis ingår i släktet Scheloribates och familjen Scheloribatidae. Inga underarter finns listade i Catalogue of Life.